# Dème d'Agrínio
Le dème d'Agrínio, en grec moderne : Δήμος Αγρινίου / Dímos Agriníou, est un dème du district régional d'Étolie-Acarnanie en Grèce.
Selon le recensement de 2011, la population du dème compte 59 329 habitants.
Le siège du dème est la ville d'Agrínio.